# Dissonans (dokumentarfilm)
Dissonans er en dansk dokumentarfilm fra 2013 instrueret af Theis Mølstrøm Christensen.

## Handling
Søren og Malene mødte hinanden og blev forelskede ved at spille og improvisere musik sammen. De fik et barn og kort tid efter fandt man en tumor i Sørens hjerne. Den blev fjernet og behandlet med stråler. Kort tid efter endt behandling fik Malene konstateret leukæmi. Ægteparret har i to år haft en hverdag med kemo og stråling og ikke spillet musik sammen. Filmen skaber tre rum, hvori de igen får muligheden for at finde hinandens klang.

## Medvirkende
- Malene Ingeman Madsen
- Søren Pendrup Jørgensen